# La loca de Chaillot (película)
La loca de Chaillot (título en inglés: The Madwoman of Chaillot) es una película satírica estadounidense de 1969 dirigida por Bryan Forbes y producida por Ely A. Landau con Anthony B. Unger como productor asociado. La película fue protagonizada por Katharine Hepburn, Paul Henreid, Oskar Homolka, Yul Brynner, Richard Chamberlain, Edith Evans y Donald Pleasence.
El guion fue de Edward Anhalt, adaptado por Maurice Valency de la famosa obra La loca de Chaillot  de Jean Giraudoux a través de la adaptación en inglés The Madwoman of Chaillot. La partitura musical fue de Michael J. Lewis y la cinematografía de Burnett Guffey y Claude Renoir.

## Sinopsis
La historia es de una sociedad moderna en peligro por el poder y la codicia y la rebelión de la "pequeña gente" contra la autoridad corrupta y sin alma.
Aurelia, una excéntrica condesa, está triste porque para ella el mundo es un lugar infeliz y hostil. Cuando se entera de que en París hay una serie de personajes que quieren convertir la ciudad en un inmenso campo petrolífero, se reúne con unas amigas para trazar un plan encaminado a eliminar a todos los especuladores, haciéndoles creer que el petróleo se encuentra en las alcantarillas de la ciudad.

## Reparto
- Katharine Hepburn – Condesa Aurelia, la loca de Chaillot
- Charles Boyer – El corredor
- Claude Dauphin  – Dr. Jadin
- Margaret Leighton – Constance
- Edith Evans – Josephine
- John Gavin  – El reverendo
- Giulietta Masina  – Gabrielle
- Paul Henreid  – El general
- Oskar Homolka  – El comisario
- Nanette Newman  – Irma
- Richard Chamberlain  – Roderick
- Yul Brynner  – El presidente
- Donald Pleasence  – El prospector
- Danny Kaye  – El trapero
- Fernand Gravey  – Sargento de policía
- Gordon Heath  – El cantante de folk
- Gerald Sim  – Julius
- Gilles Ségal  – El sordomudo